# Сакуца (Сучава)
Сакуца (рум. Săcuța) насеље је у Румунији у округу Сучава у општини Бороаја. Oпштина се налази на надморској висини од 394 m.

## Становништво
Према подацима из 2002. године у насељу је живело 596 становника, од којих су сви румунске националности.